# ولیگوداپولا
ولیگوداپولا (به لاتین: Weligodapola) یک منطقهٔ مسکونی در سری‌لانکا است که در استان مرکزی (سری‌لانکا) واقع شده‌است.